# Anfiteatro anatómico

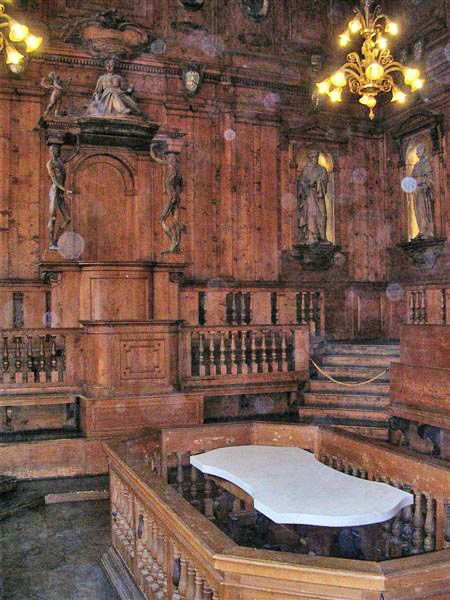
Anfiteatro anatómico en la Universidad de Bolonia

Un anfiteatro anatómico (en latín, Theatrum anatomicum) es una sala diseñada para demostraciones y enseñanza de anatomía. Existían ya en las primeras universidades modernas. El primer anfiteatro anatómico se construyó en 1490 en la Universidad de Padua.
En sus comienzos consistía de una mesa central sobre la cual se realizaba la obducción o disección de cuerpos humanos o animales, rodeada de gradas dispuestas de modo circular, elíptico u octogonal, desde las cuales los estudiantes podían observar la demostración.
Posteriormente a la Universidad de Padua, se construyó otro anfiteatro en la Universidad de Leiden en 1596, en la Universidad de Bolonia en 1637 y en la Universidad de Upsala en 1663.